# Museu de la història de la medicina i farmàcia lituana
El Museu de la història de la medicina i farmàcia lituana (en lituà:Lietuvos medicinos ir farmacijos istorijos muziejus) es troba en un edifici restaurat del segle xvi a la plaça de l'ajuntament, al barri antic de Kaunas, a Lituània.
Es va traslladar a la seva ubicació actual el 1987, encara que la seva història es remunta a 1936, Alfonsas Kaikaris (1922-1997), professor de farmàcia, és reconegut com el fundador del museu. La seva col·lecció personal va formar la base de les seves possessions. Els farmacèutics lituans van treballar per recollir més materials també. Està patrocinat per la Universitat de Medicina de Kaunas.